# Frequenza fondamentale
La frequenza fondamentale è la vibrazione alla frequenza più bassa che un sistema oscillatorio è in grado di esprimere. Ad esempio, la vibrazione fondamentale di una corda vibrante con estremi fissati (strumenti musicali), è una grandezza fisica identificata dal rapporto tra la velocità dell'onda (dipendente dalla tensione e dalla densità lineare) e il doppio della sua lunghezza. In simboli:
νf = vonda/2L
dove νf è la frequenza fondamentale, v è la velocità d'onda e L è la lunghezza della corda. Definito μ come il rapporto tra la massa della corda e la sua lunghezza e T come la sua tensione (misurata in Newton) allora la velocità sarà:
vonda = (T/μ)½.